# Саррок
Саррок (итал. Sarroch) — коммуна в Италии, располагается в регионе Сардиния, подчиняется административному центру Кальяри.
Население составляет 5277 человек (на 2004 г.), плотность населения составляет 77,24 чел./км². Занимает площадь 67,88 км². Почтовый индекс — 9018. Телефонный код — 070.
В третье воскресение сентября поминается святая Виктория, 2 мая поминается святой Эфизий.